# Línea 106 (Tucumán)
La Línea 106 es una línea de colectivos interurbana operada por Puesto Nuevo U.T.E. Esta conecta las localidades de San Miguel de Tucumán, Cebil Redondo y Tafí Viejo del Gran San Miguel de Tucumán.

## Recorrido

### Ramal Barrio Próspero Mena- Tafí Viejo[1][2][3][4]
Desde Estación Central, Av. B. Terán, J. Prebisch, Bolívar, Congreso, General Paz, Entre Ríos, Monteagudo, Santiago, Av. Ejército del Norte, Av. Belgrano, Godoy Cruz, Diag. Zavaleta, Pje. Villa, Diag. O’Connor, Italia, Camino del Perú, Ruta Prov. N.º 315, Av. Roca, Manuela Pedraza, La Rioja, Av. Del Perú, Av. Roca, Ruta Prov. 315, Camino del Perú, Italia, Diag. O’Connor, Pje. Villa, Diag. Zavaleta, España, Av. América, Av. Belgrano, Av. Mitre, 24 de Setiembre, San Luis, C. Álvarez, Charcas, Av. B. Terán, Av. B. Aráoz, Estación Central.

## Lugares de Interés
- Plaza Yrigoyen
- Plaza Alberdi
- Palacio de Tribunales
- Los Tarcos Rugby Club